# Cirina cervina
Cirina cervina är en fjärilsart som beskrevs av John Obadiah Westwood 1881. Cirina cervina ingår i släktet Cirina och familjen påfågelsspinnare. Inga underarter finns listade i Catalogue of Life.